# Hughes Glomar Explorer
Die Hughes Glomar Explorer (HGE), bei der United States Navy ehemals USNS Glomar Explorer (T-AG-193) genannt, war ein Schiff, das 1972 von den Vereinigten Staaten zur Bergung eines sowjetischen U-Boot-Wracks aus 5.000 Metern Tiefe gebaut wurde. Nach Ende der Operation war das Schiff bis 1997 fast ausschließlich in der Reserveflotte der US Navy aufgelegt, wurde dann aber an Global SantaFe (GSF) verkauft und zum Tiefsee-Bohrschiff umgerüstet. 2015 wurde sie abgewrackt. Ihr letzter Name war GSF Explorer.

## Geschichte
Nachdem das sowjetische U-Boot K-129 1968 gesunken war, fand die United States Navy das Wrack rund 1500 Seemeilen nordwestlich von Hawaii in einer Tiefe von rund 5000 Metern; die sowjetische Marine hingegen kannte den Ort des Untergangs nicht. Die Central Intelligence Agency (CIA) ließ daraufhin ein Spezialschiff bauen, das das Wrack heimlich bergen sollte. Die Operation wurde Azorian-Projekt getauft. Um die Geheimhaltung nicht zu gefährden, wurde Howard Hughes gebeten, das Schiff bauen zu lassen; angeblich sollte es Erze, insbesondere Manganknollen, vom Meeresboden abbauen. Die Kosten sollen bei rund 350 Millionen US-Dollar gelegen haben.
Bauwerft für die Hughes Glomar Explorer war Sun Shipbuilding in Chester, Pennsylvania. Am 9. November 1972 lief das Schiff vom Stapel, nach Erprobungsfahrten verließ die Hughes Glomar Explorer die Werft im April 1973, allerdings ohne die geheime Ausrüstung für die U-Boot-Bergung. Das Schiff wurde am 1. Juli 1973 in Dienst gestellt. Ab Ende 1973 wurde die Ausrüstung für die Bergung des gesunkenen U-Bootes in Long Beach, Kalifornien installiert. Um den Greifarm an Bord zu bringen, wurde extra eine abtauchbare Schute, die Hughes Mining Barge, entwickelt. Die Hughes Glomar Explorer manövrierte über sie und nahm durch die Ladeluke im Rumpf den Greifarm auf. Im Juni 1974 begann die Fahrt zur Untergangsstelle des U-Bootes. Im Juli und August gelang es der Hughes Glomar Explorer lediglich, das Bugsegment von K-129 zu bergen, das beim Hebevorgang vom Rumpf abbrach.
Als 1975 erst die Los Angeles Times und Wochen später Pulitzer-Preisträger Seymour Hersh in The New York Times jedoch den wahren Zweck der Hughes Glomar Explorer enthüllt hatten, hatte die US-Regierung keine Verwendung mehr für das Schiff. Die General Services Administration versuchte erfolglos, es zu verleasen, fand jedoch keine Leasingnehmer. 1977 wurde es daher aufgelegt. 1978 wurde das in Glomar Explorer umbenannte Schiff tatsächlich zu Versuchen zum unterseeischen Erzabbau verwendet, dann aber wieder aufgelegt.
1997 wurde die Glomar Explorer für 30 Jahre an Global Marine Drilling verleast, die das Schiff 1998 bei Atlantic Marine zum Tiefseebohrschiff ausrüsten ließ. Für das inzwischen als GlobalSantaFe Corporation firmierende Unternehmen fuhr das Schiff als GSF Explorer; bis Juli 2014 war es für ONGC vor Indien unterwegs. Mitte April 2015 gab Transocean die kommende Abwrackung der GSF Explorer bekannt.

## Technik
Das Schiff war 188 Meter lang und 35,3 Meter breit. Es verdrängte voll beladen rund 63.000 Standardtonnen. Das Äußere wurde von dem mittschiffs 80 Meter über den Kiel herausragenden „Bohrturm“ dominiert und den beiden kleineren Gittertürmen davor und dahinter. Hauptmerkmal war eine Ladebucht im Schiffsboden, aus der ein rund 50 Meter langer Greifarm zum Meeresgrund hinuntergelassen werden konnte. Er wurde von Gestängen in Position gehalten, die über einen rund 80 Meter hohen Förderturm eingefädelt werden mussten. An Bord befanden sich 600 rund neun Meter lange Teile des Gestänges. Die beiden neben dem Förderturm stehenden Gittertürme hielten den Greifarm unter dem Schiff fest.
Die Gittermasten waren zudem absenkbar, um den Greifarm von unten in die Ladeluke ziehen und so einbauen zu können.
Die Seilwinden waren dafür ausgelegt, die rund 7000 Tonnen des Gewichts von K-129, der Gestänge und des Greifarms zu heben. Dies alles wurde auf einer Plattform gelagert, die in der Lage war, Wellengang auszugleichen und die Türme immer senkrecht zur Wasseroberfläche zu halten. Über fünf Strahlruder konnte ein Computer das gesamte Schiff exakt über auf dem Meeresgrund ausgesetzten Sonartranspondern halten. Die Glomar Explorer soll nach Schätzungen 350 Millionen Dollar gekostet haben. Die Besatzung bestand aus rund 160 Mann.
Der Antrieb des Schiffes erfolgte dieselelektrisch. Er bestand aus sechs Dieselmotoren und fünf Elektromotoren mit einer Leistung von 13.200 Wellen-PS auf zwei Wellen. So erreichte das Schiff eine Geschwindigkeit bis zu 10,8 Knoten.